# Стара Указна
Стара Ука́зна (рос. Старая Указна) — присілок у складі Шабалінського району Кіровської області, Росія. Входить до складу Ленінського міського поселення.
Населення становить 17 осіб (2010, 36 у 2002).
Національний склад станом на 2002 рік — росіяни 92 %.